# Biljana Plavšić
Biljana Plavšić - em sérvio: Биљана Плавшић (Tuzla, 7 de julho de 1930) - é uma ex-professora universitária e política servo-bósnia, que foi Presidente da República Sérvia da Bósnia entre 1996 e 1998, em meio ao processo de desagregação da ex-Iugoslávia, quando reflorescia o nacionalismo sérvio.

## Biografia
Antes de ingressar na carreira política, Biljana Plavšić - nascida em Tuzla, no antigo Reino da Iugoslávia (atualmente na Bósnia e Herzegovina) - lecionou Biologia na Universidade de Sarajevo, onde foi Chefe do Departamento de Biologia.
Após o colapso do comunismo na Europa, Plavšić tornou-se membro do Partido Democrático Sérvio, pelo qual foi escolhida como governante da então República Sérvia da Bósnia (conhecida como Republika Srpska). Em 1992, tornou-se um dos vice-presidentes da República Sérvia (Republika Srpska) e, em 1996, sucedeu o ultra-nacionalista Radovan Karadžić na Presidência.
Durante a Guerra da Bósnia, foi acusada de participação no genocídio de croatas e bósnios-muçulmanos. Plavšić afirmava que os muçulmanos da Bósnia eram um "defeito genético em um corpo sérvio".
Por governar de modo autoritário e devido às suas posições radicais, ficou conhecida como "dama de ferro Sérvia".
Bljana Plavšić foi julgada pelo Tribunal Penal Internacional para a ex-Iugoslávia e, em 2003, condenada a onze anos de prisão, tornando-se a mais alta autoridade até então sentenciada pelo tribunal. No entanto, após cumprir seis anos de prisão na Suécia, foi libertada em 27 de outubro de 2009.